# Alright (chanson de Kendrick Lamar)
Pour les articles homonymes, voir Alright.
Singles de Kendrick Lamar
Bad Blood These Walls
Alright est le septième titre de l'album To Pimp a Butterfly (2015), le troisième album du rappeur américain Kendrick Lamar. Le single a été produit par l'artiste Pharrell Williams que l'on peut entendre dans le refrain du titre. Musique aux tonalités festives sur l'espoir, elle est une critique des discriminations contre les populations afro-américaines aux États-Unis ainsi que les violences policières que subissent ces populations. Elle fut entendue à la radio pour la première fois le 30 juillet 2015. Le titre a connu un grand succès avec de nombreuses nominations dans les grandes cérémonies de récompense de musique.
Ce titre est souvent relié au mouvement Black Lives Matter, par son message d'espoir et son clip vidéo, révélateur des violences policières que l'on peut retrouver aux États-Unis.

## Conception et signification du single

### Conception
Dans l'album To Pimp a Butterfly, Kendrick Lamar mêle différents genres musicaux : du free jazz (For Free ? (Interlude)), du g-funk endiablé (King Kunta), des ambiances old school (You Ain’t Gotta Lie), de la soul futuriste (Momma) ou de la politique.

### Signification du single
Les paroles portent sur la situation des populations afro-américaines aux États-Unis et en particulier les violences policières subies. En effet, les États-Unis connaissent de nombreux meurtres d'afro-américains perpétrés par des policiers blancs (meurtres de Michael Brown ou d'Eric Garner par exemple) durant l'enregistrement de To Pimp a Butterfly. Le single est optimiste et plein d'espoir avec ce refrain entraînant : « Nigga, we gon'be alright » avec l'usage du terme « Nigga », seulement utilisé entre les afro-américains. Le son leur est destiné et les pousse à continuer de lutter. Cependant les couplets sont très sombres, on le remarque dès les premières lignes de la musique. Le titre commence par les mots d'Alice Walker, l'auteur de La Couleur Pourpre : « Alls my life, I had to fight » (Toute ma vie, j'ai dû me battre). Le thème est tout de suite mis en place, le rappeur va dans la suite de la chanson remettre en cause les réelles avancées des droits pour les populations afro-américaines et l'égalité entre les différentes ethnies vivant aux États-Unis. Tout en remerciant les avancées faites par les différentes générations précédentes d'afro-américains. Ce son est aussi introspectif, avec Kendrick Lamar en proie à ses démons : la drogue, les femmes et l'argent. Le refrain lui est aussi destiné, pour qu'il continue de lutter. Ce son est dans la lignée des autres titres de l'album où Kendrick Lamar mène un voyage introspectif.

## Clip vidéo

### Conception
Pour ce clip, Kendrick Lamar s'est inspiré d'un voyage en Afrique du Sud, où il a vu les très grandes souffrances des populations noires en Afrique du Sud. Le rappeur a fait appel à Colin Tilley pour le produire. Le clip a été tourné à Oakland en Californie. Cette ville est connue pour sa violence, caractéristique des quartiers pauvres à la population afro-américaine, très similaire au quartier d'origine de Lamar : Compton. C'est un clip en noir et blanc pour accentuer l'image des inégalités entre les noirs et les blancs. Ce clip mêle des comiques de situation avec des scènes très sombres où l'on peut observer des violences policières envers des afro-américains.

### Retour du public
Ce clip fut très bien reçu avec plus de 162 millions de vues sur Youtube. La presse parle de nombreuses fois de « clip de l'année ». Le réalisateur a d'ailleurs reçu le prix du Grammy Awards du Meilleur Clip Vidéo en 2016. La vidéo est aussi saluée par d'autres rappeurs tel que le rappeur français Youssoupha qui souligne la qualité du clip : « Ton nouveau clip qui est déjà le clip de l'année ».

## Lien avec le mouvementBlack Lives Matter
Le refrain plein d'espoir d'Alright mêlé à un clip riche en dénonciations envers les violences policières est devenu rapidement une chanson symbole. Avec la montée du mouvement Black Lives Matter entre 2015-2016, cette chanson dans l'air de son temps, devient un hymne de ce mouvement. De plus, les couplets du single sont remplis d'allusions à la lutte pour l'émancipation des afro-américains. On peut citer la phrase suivante de la musique : « Forty acres and a mule? » (Quarante acres et une mule ? en français). Cette quantité de terres cultivables et cette mule représentaient ce qui était promis par les nordistes aux esclaves noirs pour leur aide dans la Guerre de Sécession mais que la très grande majorité n'ont jamais reçus. C'est un exemple de dénonciation de Lamar sur la manipulation de l’État Américain envers les populations afro-américaines. Cette chanson fut entonnée à de nombreuses reprises et particulièrement durant un meeting en 2016 de Donald Trump pour contester le candidat représentant des suprémacistes blancs.

## Réception par la presse et le public

### Récompense
| Année | Organisation            | Récompense                                                 | Résultat   |
| ----- | ----------------------- | ---------------------------------------------------------- | ---------- |
| 2015  | MTV Video Music Awards  | Vidéo de l'Année                                           | Nommé      |
| 2015  | MTV Video Music Awards  | Meilleur Clip Masculin                                     | Nommé      |
| 2015  | MTV Video Music Awards  | Meilleur Vidéo Hip-Hop                                     | Nommé      |
| 2015  | MTV Video Music Awards  | La Meilleure Réalisation                                   | Récompensé |
| 2015  | BET Hip Hop Awards      | BET Hip Hop Award de la meilleure vidéo hip-hop de l'année | Récompensé |
| 2015  | BET Hip Hop Awards      | BET Hip Hop Award du titre marquant                        | Récompensé |
| 2015  | BET Hip Hop Awards      | Meilleur Titre de l'Année                                  | Nommé      |
| 2015  | MTV Europe Music Awards | Meilleur Clip Vidéo                                        | Nommé      |
| 2015  | Soul Train Music Awards | Meilleur Clip Vidéo de l'Année                             | Nommé      |
| 2015  | Soul Train Music Awards | Meilleure Chanson Hip-Hop de l'Année                       | Récompensé |
| 2015  | Camerimage              | Meilleur Clip Vidéo                                        | Récompensé |
| 2015  | Camerimage              | Meilleure cinématographie dans une vidéo musicale          | Récompensé |
| 2016  | Grammy Awards,          | Grammy Awards de la Chanson de l'Année                     | Nommé      |
| 2016  | Grammy Awards,          | Grammy Awards de la Meilleure Prestation Rap               | Récompensé |
| 2016  | Grammy Awards,          | Grammy Awards de la Meilleure Chanson Rap                  | Récompensé |
| 2016  | Grammy Awards,          | Grammy Awards du Meilleur Clip Vidéo                       | Nommé      |
| 2016  | BET Awards              | BET Hip Hop Award de la meilleure vidéo hip-hop de l'année | Nommé      |

### Hit Parade
| Hit-Parade (2015)                             | Meilleur Position |
| --------------------------------------------- | ----------------- |
| Belgique (Ultratip)                           | 27                |
| Belgique Urbain (Ultratop)                    | 44                |
| Royaume-Uni singles (Official Charts Company) | 109               |
| Royaume-Uni R&B (Official Charts Company)     | 20                |
| États-Unis (Billboard Hot 100)                | 81                |
| États-Unis Hot R&B/ Hip Hop Songs (Billboard) | 14                |

### Certification
| Pays                                                     | Certification | Nombre de ventes |
| États-Unis (RIAA)                                        | Platine       | 1,000,000*       |
| - Vente Physique+Streaming basée sur cette certification |               |                  |